# Пюхяйоки (река, впадает в Балтийское море)
Пюхяйоки — река в Республике Финляндии, протекает по территории Северной Остроботнии. Длина реки — 166 км, площадь водосборного бассейна — 3750 км².
Река берёт начало из озера Пюхяярви на высоте 139,4 м над уровнем моря.
Течёт преимущественно в северо-западном направлении.
Втекает в Ботнический залив Балтийского моря.